# Universella Rättvisans Hus

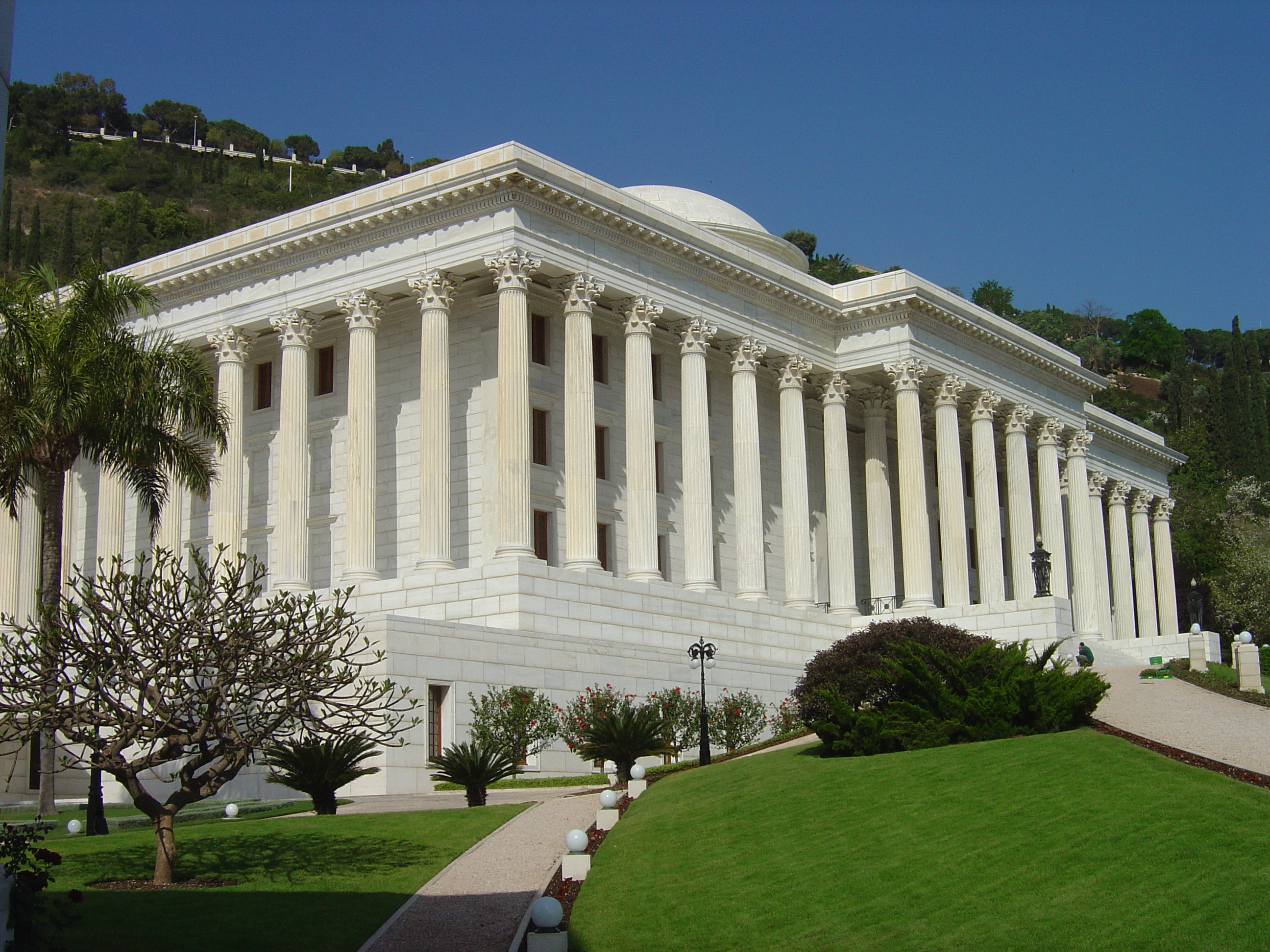
Universella rättvisans hus, beläget på berget Karmel, Haifa, Israel

Universella Rättvisans Hus (eng: 'Universal House of Justice', arabiska: بيت العدل الأعظم) , som är beläget vid Bahai-världscentret i Haifa, är Bahá'í-trons högsta beslutande organ sedan 1963. Universella rättvisans hus är en institution instiftad av Bahá'u'lláh i sin heligaste bok Kitáb-i-Aqdas, skriven 1873 (under Bahá'u'lláhs fångenskap) i 'Akká. Bahá'u'lláh kallade denna myndighet för Internationella rättvisans hus, en institution som han såg som både ett slags internationellt parlament och en internationell domstol med myndighet att stifta lagar i alla frågor och döma i alla tvister som de heliga skrifterna inte klart och tydligt behandlar. Universella rättvisans hus – anses vara tillförsäkrad gudomlig ledning, och det internationella bahá'í-samfundet styrs generellt genom femårsplaner – som fick ansvaret för Bahá'í-tron efter faderns bortgång 1892, kallar det ledande organet för inte det Internationella, utan Universella rättvisans hus. I alla länder ska, skrev 'Abdu'l-Bahá, "ett sekundärt rättvisans hus grundas och dessa sekundära rättvisans hus ska välja det universella". Rättvisans hus skulle vidare väljas genom allmän omröstning, "det vill säga av de troende". Detta förtydligande beror på att man i Bahá'u'lláhs skrifter kan få uppfattningen att Internationella rättvisans hus ska vara ett arena där ledarna för världens nationer ska komma överens och enas om lösningar på världens problem. 
'Abdu'l-Bahá tycks även – efter sin resa till USA – se ett lagstiftande, ett verkställande och ett dömande internationellt organ i framtidens världssamhälle.  Shoghi Effendi, som blev Bahá'í-trons beskyddare efter 'Abdu'l-Bahás bortgång 1921, såg många sekundära Rättvisans hus bildas, som fick namnet Nationella andliga råd, liksom tertiära Lokala andliga råd i städer och tätorter. Dessa råd styrdes av bahá'í-troende som var valda av bahá'í-troende, och bahá'í-samfunden motsvarade nästan aldrig mer än 0,1 procent av ett lands eller en stads befolkning. I en framtid, då en majoritet av befolkningen anammat tron på ett världssamhälle, ska de byta namn till Nationella respektive Lokala rättvisans hus.
Den 4 november 1957 avled trons beskyddare, Shoghi Effendi, i London av en hjärtattack mitt under en tioårig informationskampanj för att sprida Bahá'í-tron över världen. Då fanns planer på att den andligt utsedd Beskyddaren skulle leda tron med stöd av ett av de troende valt internationellt andligt råd som skulle kallas Universella rättvisans hus. Enligt de betingelser som uppställts i `Abdu'l-Bahás testamente, kunde dock ingen ny beskyddare utses och det fanns ännu inget Universellt rättvisans hus. I detta krisläge övertogs ledningen av de tjugosju Sakens Händer som utnämnts av Shoghi Effendi till att vara dess främsta funktionärer. Dessa Sakens Händer valde inom den egna gruppen sju män och två kvinnor – Bahá'í-trons väktare (engelska: Custodians of the Bahá'í Faith) –  som stationerades vid Bahá'í-trons världscenter i Haifa, Israel (där profeten Báb har sitt gravmonument på Karmelberget) med ansvar för att leda Bahá'í-tron och för att etablera ett högsta Rättvisans hus. 
De nio väktarna var Ruhiyyih Rabbani (Shoghi Effendis hustru), Hasan Balyuzi, Amelia E. Collins, `Alí-Akbar Furútan, Paul E. Haney, Leroy C. Ioas,  Jalal Khazeh, Adelbert Muhlschlegel och Charles Mason Remey. De skulle tjäna Bahá'í-tron som Shoghi Effendis efterträdare, med samma funktioner, rättigheter och maktbefogenheter som han hade haft, ända tills ett Universella rättvisans hus som valts och inrättats bestämde annorlunda. År 1959 meddelade Mason Remey och Hasan Balyuzi att de inte längre kunde tjäna som väktare av Bahá'í-tron med full kapacitet. De ersattes av John Ferraby och Horace Holley, och 1960 efter Holleys bortgång ersatte William Sears honom. "Väktarna" tjänstgjorde till 1963, då Universella rättvisans hus, bahá'í-världens högsta lagstiftande församling, valdes av medlemmarna i femtiosex nationella andliga råd, som sammankallats till trons världscentrum i Haifa av just väktarna.

## Val
Den 21 - 23 april 1963 på hundraårsdagen efter Bahá'u'lláhs förklaring valdes 9 representanter (valda av 300 delegater som representerade 56 länder) till det första Universella Rättvisans Hus, i Haifa, Israel, Heliga landet. Valet är således en form av indirekt val enligt statsvetenskaplig terminologi i och med att de utsedda delegaterna fungerar som elektorer. Men till skillnad från exempelvis elektorerna presidentvalet i USA har bahá'í-delegaten ingen skyldighet att ta hänsyn till eventuella preferenser i hemlandet hos dem som valt henne eller honom, utan kan rösta helt utifrån egen övertygelse med bönen som enda verktyg när Universella rättvisans hus ska väljas. Det genomförs heller inga förberedande val bland världens bahá'íer som kan vägleda delegaterna, och på internationell nivå förekommer inga som helst valkampanjer. Om detta är orsaken till att medlemmarna i Universella rättvisans hus och i större länders Nationella andliga råd (exempelvis i USA) ständigt blir omvalda tills de avlider eller pensioneras på grund av hög ålder är ett ämne för forskning.  
De som valts till Universella rättvisans hus är lojala mot Guds sak – byggandet av den paradisliknande världsstat som är nästa steg i mänsklighetens utveckling som civilisationsbyggare. Husmedlemmen har ingen skyldighet att ta hänsyn till eventuella preferenser i hemlandet hos väljarna, utan kan rösta helt utifrån egen övertygelse med bön och konsultation som enda verktyg när Universella rättvisans hus ska ta beslut. Total enhet eftersträvas, och total enhet är det som visas upp efter att ett beslut har fattats.
De nio som valdes till det första Universella rättvisans hus 1963 var Ian Semple, Luft'u'llah Hakim, Amoz Gibson, Charles Wolcott, H. Borrah Kavelin, David Hofman, Hugh Chance, Ali Nakhjavani och Hushmand Fatheazam. Direkt efter upprättandet, med start den 28 april 1963, hölls en jubileums- och världskongress i London, där över sextusen troende och deltagare från världens fem kontinenter samlades.
Av de som hittills (2008) valts till Universella rättvisans hus har nästan alla en universitetsutbildning och dessutom en fil.kand eller mer i olika vetenskaper.

## Ledning och medlemskap

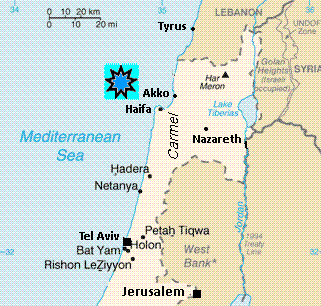
Bahá'í-trons världscentrum och heliga platser finns i Haifa-'Akká-regionen i Israel.

Allt som inte tydligt finns upptecknat i Kitáb-i-Aqdas måste hänskjutas till Universella Rättvisans Hus. Det beslutar om alla nya förordningar och stadganden som inte finns i den heligaste boken. Medlemskapet till Universella Rättvisans Hus är bestämt av Bahá'u'lláh till nio män, och de blir valda varje femte år av alla de nationella andliga rådens medlemmar vid de internationella konventen. 
Den 30 april 2008 blev Farzam Arbab, Kiser Barnes, Peter Khan, Hooper Dunbar, Firaydoun Javaheri, Paul Lample, Payman Mohajer, Shahriar Razavi, och Gustavo Correa valda till Universella Rättvisans Hus av delegater från 153 länder vid det tionde internationella bahá'í-konventet i Haifa. Av de valda var Razavi och Correa nytillskott. 
Den 29 april 2013 valdes Paul Lample, Firaydoun Javaheri, Payman Mohajer, Gustavo Correa, Shahriar Razavi, Stephen Birkland, Stephen Hall, Chuungu Malitonga, and Ayman Rouhani av medlemmar i 157 Nationella andliga råd.
Det internationella bahá'í-samfundets administration i Haifa uppger i sina pressmeddelanden aldrig från vilket land de nio i Universella Rättvisans Hus härstammar ifrån eller vilket år de är födda. Enligt Bahá'í-läran är nationaliteten irrelevant då var och en av de nio representerar alla bahá'íer; dessutom är nationernas avskaffande? (Inkorrekt, Källa saknas), en målsättning på vägen mot världsenhet.

## Uppgifter
Som högsta instans ska Universella Rättvisans Hus avgöra alla frågor som inte klart besvarats av Bahá'u'lláh. Universella Rättvisans Hus utser vidare medlemmarna av institutionerna Internationella undervisningscentret och Kontinentala rådgivare för varje världsdel.

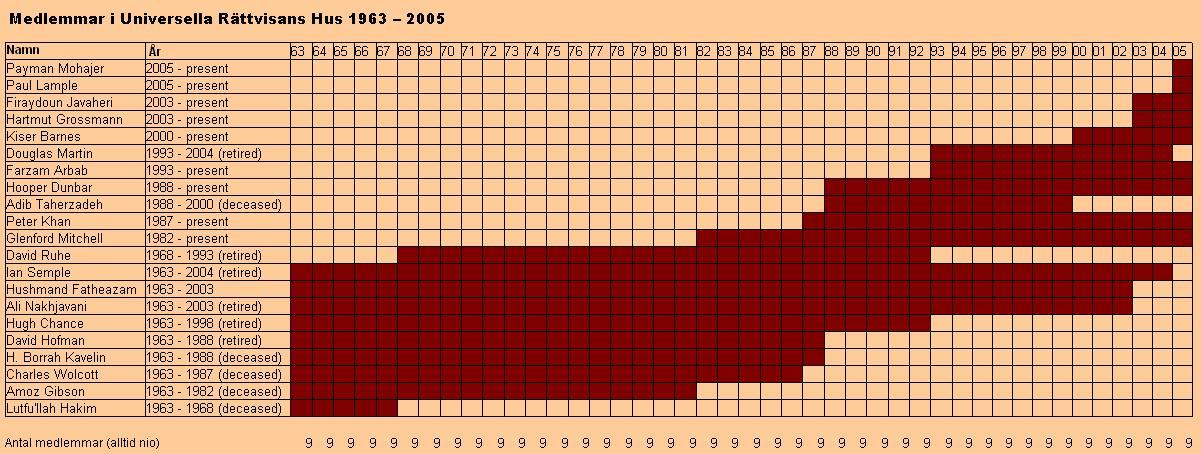
Universella Rättvisans Hus på berget Karmel utanför Haifa, Israel är det Internationella bahá'í-samfundets högsta beslutande organ. Det har alltid nio manliga medlemmar, vilka väljs av ombud för olika länders bahá'íer vart femte år. Fyllnadsval sker om någon avlider eller måste avgå innan mandatperioden är till ända.